# فرودگاه اونگجین
فرودگاه اونگجین (به انگلیسی: Ongjin Airport) یک فرودگاه نظامی است . این فرودگاه در کشور کره شمالی قرار دارد و در ارتفاع ۵۱ متری از سطح دریا واقع شده است.